# Класс 76
«Класс 76» (англ. Class of '76) — детективный триллер Эшли Пирс. Фильм был показан на британском телеканале ITV в октябре 2005 года.

## Сюжет
Пэт Фишер покончил с собой. Расследование этого дела поручено детективам Тому Монро и Стивену Гранту. Вскоре они выясняют, что покойный был связан с таинственной смертью своей одноклассницы в 1976 году.

## В ролях
| Актёр            | Роль                          |
| ---------------- | ----------------------------- |
| Роберт Карлайл   | детектив-инспектор Том Монро  |
| Дэниел Мэйс      | детектив-сержант Стивен Грант |
| Клэр Скиннер     | доктор Кэйт Тримейн           |
| Роберт Гленистер | Фрэнк Томпсон                 |
| Шон Галлахер     | Колин Сомервилл               |
| Тони Хейгарт     | детектив-сержант Притчард     |
| Антон Лессер     | Мартин Гибсон                 |